# Ariane
|  | Per a altres significats, vegeu «Ariane (desambiguació)». |

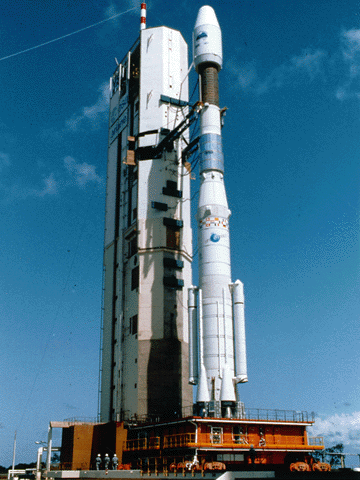
Coet Ariane 42P amb el satèl·lit TOPEX/Poseidon (Kourou, 10 d'agost de 1992

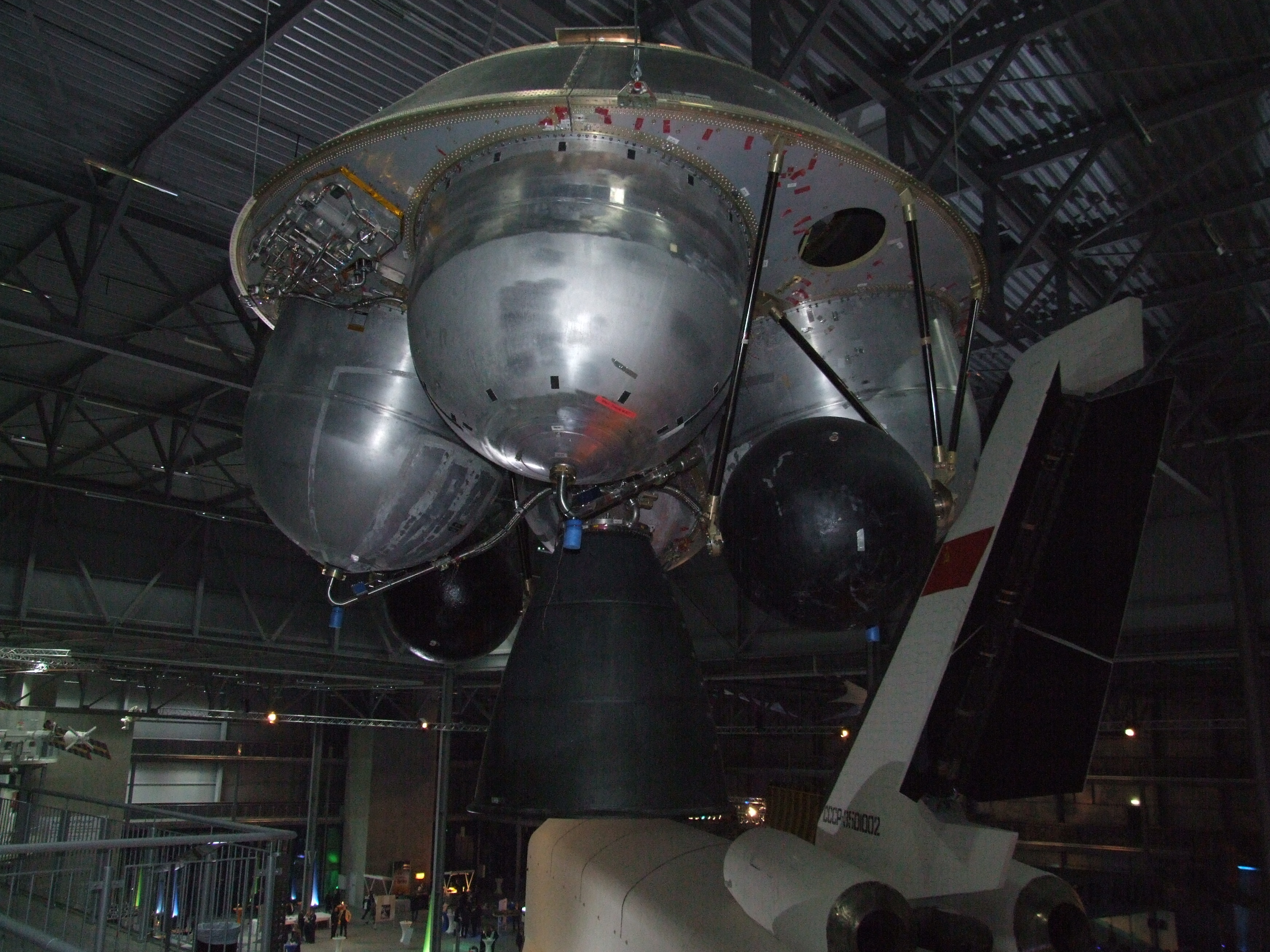
Ariane EPS 5

Ariane és una família de vehicles llançadors d'elaboració europea, fabricats inicialment per un consorci de l'Agència Espacial Europea (ESA), format per França (64%), Alemanya (20%), El Regne Unit (5%), Espanya (2%) i altres països (7%), el (2%) restant és una incògnita, destinats a trencar amb la dependència dels Estats Units d'Amèrica en el camp de l'Aeronàutica, així com per al llançament de satèl·lits artificials en òrbita geoestacionària i la sonda espacial Giotto.

## Història
El projecte Ariane va començar el 1973 liderat per França i amb el suport d'Alemanya i altres estats europeus. Suposava un disseny menys ambiciós que el fracassat coet Europa, un intent anterior per a aconseguir un coet europeu capaç de posar en òrbita satèl·lits més pesants, capacitat exclusiva de la Unió Soviètica i els Estats Units d'Amèrica en aquell moment.
El primer llançament d'un vehicle Ariane es va realitzar el 24 de desembre de 1979. El disseny era d'un coet de combustible líquid amb tres etapes, 47 metres de longitud, 3,8 m de diàmetre i amb capacitat per a posar en òrbita geoestacionària una càrrega màxima de 1.830 kg.
La base de llançament d'aquest tipus de coets està a Kourou (Guaiana Francesa), per la seva proximitat amb la línia de l'equador. L'any 1980, la construcció d'aquests vectors es va transferir a l'empresa ArianeSpace, que va millorar aquests vehicles amb la sèrie Ariane 4, de tres etapes, la primera de 4 motors i les dues següents amb un, amb capacitat per acoblar-li quatre propulsors auxiliars més i satel·litzar una càrrega de fins a 4200 kg.
Les diferents versions del programa són:
- Ariane 1, llançat amb èxit per primer cop el 24 de desembre del 1979.[3]
- Ariane 2, llançat amb èxit per primer cop el 20 de novembre del 1987 (el primer llançament el 30 de maig del 1986 va fallar).
- Ariane 3, llançat amb èxit per primer cop el 4 d'agost del 1984.
- Ariane 4, llançat amb èxit per primer cop el 15 de juny del 1988.
- Ariane 5, llançat amb èxit per primer cop el 30 d'octubre del 1997 (el primer llançament el 4 de juny del 1996 va fallar).
- Ariane 6, previst per a ser llançat per primer cop el 2022.[4]